# Sitsi

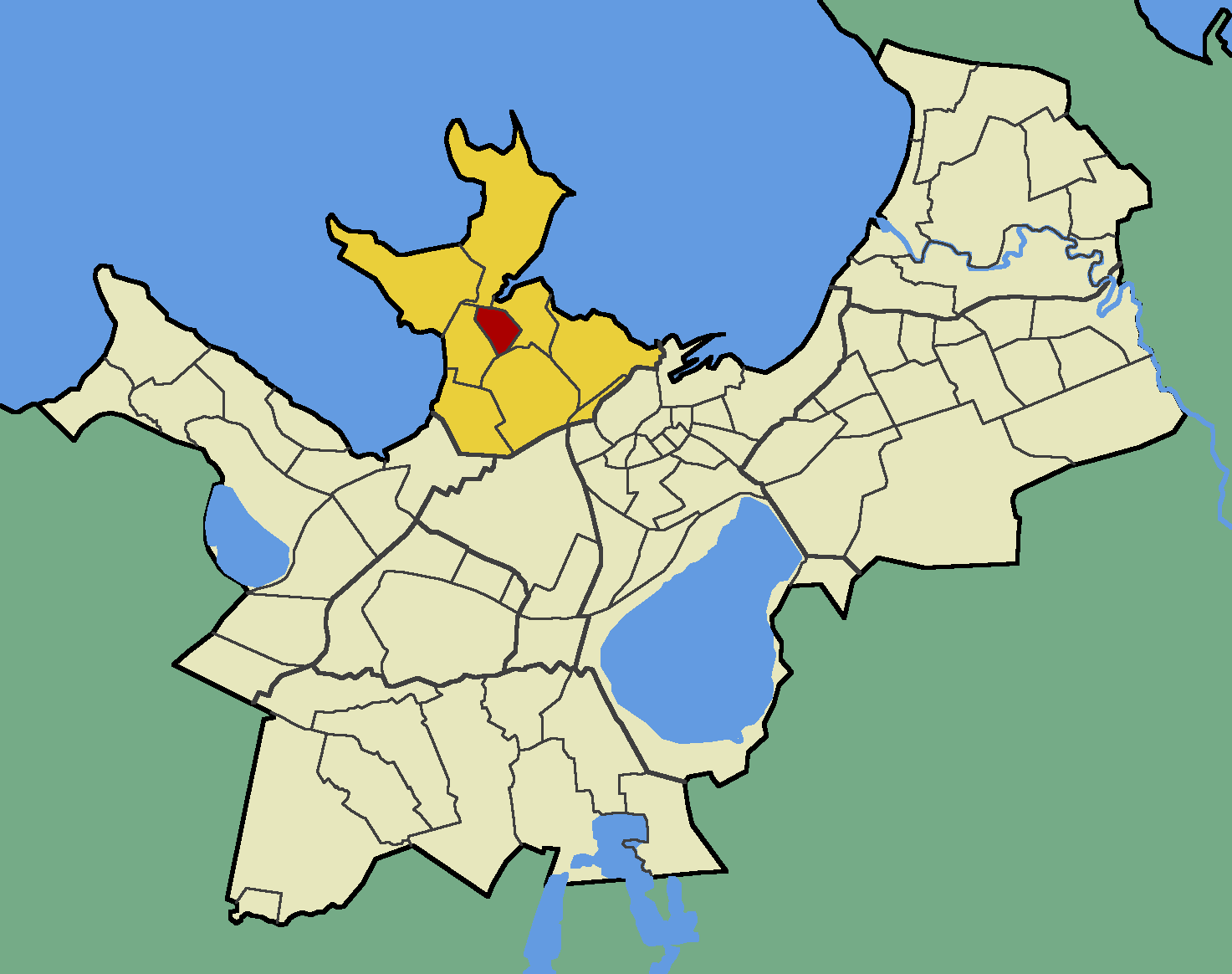
Lage von Sitsi (rot) im Tallinner Stadtteil Põhja-Tallinna (gelb)

Sitsi ist ein Stadtbezirk (estnisch asum) der estnischen Hauptstadt Tallinn.
Der Bezirk liegt im Stadtteil Põhja-Tallinn („Nord-Tallinn“).
Sitsi war um die Wende vom 19. zum 20. Jahrhundert Sitz der bedeutenden estnischen Baumwollfabrik Balti Puuvillavabrik. Die Anhöhe Sitsimägi (zu Deutsch „Chintz-Berg“ bzw. „Kattun-Berg“) hat dem Stadtbezirk ihren Namen gegeben.